# Bobby Ertanto
Bobby Ertanto Kurniawan (* 2. August 1960) ist ein ehemaliger Badmintonspieler aus Indonesien.

## Karriere
Bobby Ertanto gewann bei der Weltmeisterschaft 1983 Bronze im Herrendoppel mit Christian Hadinata. Bei den Südostasienspielen des gleichen Jahres siegten beide im Doppel. Ebenfalls erfolgreich waren sie beim Weltcup 1986. Ein Jahr später siegte er bei den Asienmeisterschaften mit Liem Swie King.

## Erfolge
| Saison | Veranstaltung      | Disziplin    | Platz | Name                               |
| ------ | ------------------ | ------------ | ----- | ---------------------------------- |
| 1983   | Weltmeisterschaft  | Herrendoppel | 3     | Bobby Ertanto / Christian Hadinata |
| 1983   | Südostasienspiele  | Herrendoppel | 1     | Bobby Ertanto / Christian Hadinata |
| 1983   | Südostasienspiele  | Mixed        | 2     | Bobby Ertanto / Ruth Damayanti     |
| 1983   | Malaysia Open      | Herrendoppel | 1     | Christian Hadinata / Bobby Ertanto |
| 1985   | Thailand Open      | Herrendoppel | 1     | Rudy Heryanto / Bobby Ertanto      |
| 1986   | Weltcup            | Herrendoppel | 1     | Liem Swie King / Bobby Ertanto     |
| 1986   | Malaysia Open      | Mixed        | 1     | Bobby Ertanto / Verawaty Fajrin    |
| 1986   | Asienspiele        | Herrendoppel | 3     | Liem Swie King / Bobby Ertanto     |
| 1987   | All England        | Herrendoppel | 2     | Bobby Ertanto / Rudy Heryanto      |
| 1987   | Asienmeisterschaft | Herrendoppel | 1     | Liem Swie King / Bobby Ertanto     |

## Referenzen
- suaramerdeka.com
- kompas.com
- sbg.ac.at

| Personendaten    | Personendaten                  |
| ---------------- | ------------------------------ |
| NAME             | Ertanto, Bobby                 |
| ALTERNATIVNAMEN  | Ertanto Kurniawan, Bobby       |
| KURZBESCHREIBUNG | indonesischer Badmintonspieler |
| GEBURTSDATUM     | 2. August 1960                 |